# Desiderio nel sole
Desiderio nel sole è un film diretto dal regista Gordon Douglas, interpretato da Angie Dickinson, Peter Finch e Roger Moore.

## Trama
Durante l'ultima guerra mondiale, Rachel Cade cura gli indigeni in un ospedale missionario in Congo in qualità di infermiera. Qui si scontra con le credenze dello sciamano in contrasto con la religione cristiana (protestante) della missionaria e con la medicina occidentale. Il colonnello della guarnigione nel frattempo si innamora di lei e la chiede in moglie, ma Rachel rifiuta. Successivamente precipita un aereo e il pilota si salva. Si scopre che è medico e con Rachel decide di curare gli indigeni sino al suo richiamo. Tra i due è amore a prima vista, ma poco dopo arriva il richiamo alle armi di Paul, mentre Rachel è rimasta incinta. Straziata dal rimorso di quanto ha fatto, contrario agli insegnamenti cristiani, Rachel si ammala, ma riesce alla fine ad avere il bambino. Paul viene avvisato dal colonnello e torna per portare in America sia Rachel sia il bambino, ma lei rinuncia per amore della missione e di un nuovo sentimento verso il colonnello.